# Анкейзина
Анкейзина — вулкан, расположенный в провинции Махадзанга, Малагасийская республика.
Анкейзина — шлаковый конус. Наивысшая точка — 2878 метров. Находится к северу от города Беаланана, немного южнее провинции Анциранана.
Вулканическое поле Анкейзина возникло в плейстоцене и было активно до конца четвертичного периода. Лава первоначально состояла из кремниевых пород, позже из базальта. Местность покрыта застывшими лавовыми потоками, шлаковыми конусами, вулканическими озёрами. В историческое время и в настоящий момент вулканической активности не наблюдается.